# Begonia wollastonii
Begonia wollastonii là một loài thực vật có hoa trong họ Thu hải đường. Loài này được Baker f. mô tả khoa học đầu tiên năm 1908.